# 圣马利亚堂 (纽约)
圣马利亚堂（英語：Church of Saint Mary the Virgin）是一座圣公会教堂，属于美国圣公会纽约教区。它位于纽约市曼哈顿时代广场的西46街（第六大道与第七大道之间）。1990年，圣马利亚堂建筑群被列入国家史迹名录。

## 历史
该堂创立于1868年12月3日。托马斯·麦基·布朗牧师希望在纽约市建立一个圣公会高教派的教堂。约翰·雅各·阿斯特捐赠了西45街介于第七和第八大道之间的三个地段。
1868年4月6日，第一座教堂奠定了基石，位于西45街228号，供奉圣马利亚，1870年12月8日祝圣。
第二座教堂由法国建筑师拿破仑勒布伦设计，教堂风格为法国哥特式，可容纳800人。新教堂在1894年12月8日奠基。教堂宽60英尺（18），长180英尺（55），从地板到天花板80英尺（24）。
今天，圣马利亚堂广为人知的是其庄严的仪式以及合唱团和管风琴音乐。周日有庄严大弥撒和庄严晚祷。由于大量使用香，该堂有时称为“烟雾马利亚”。1996年和1997年，教堂内部用鲜艳的颜色重新装修，包括蓝色拱顶的金色星星。